# 肝属平野

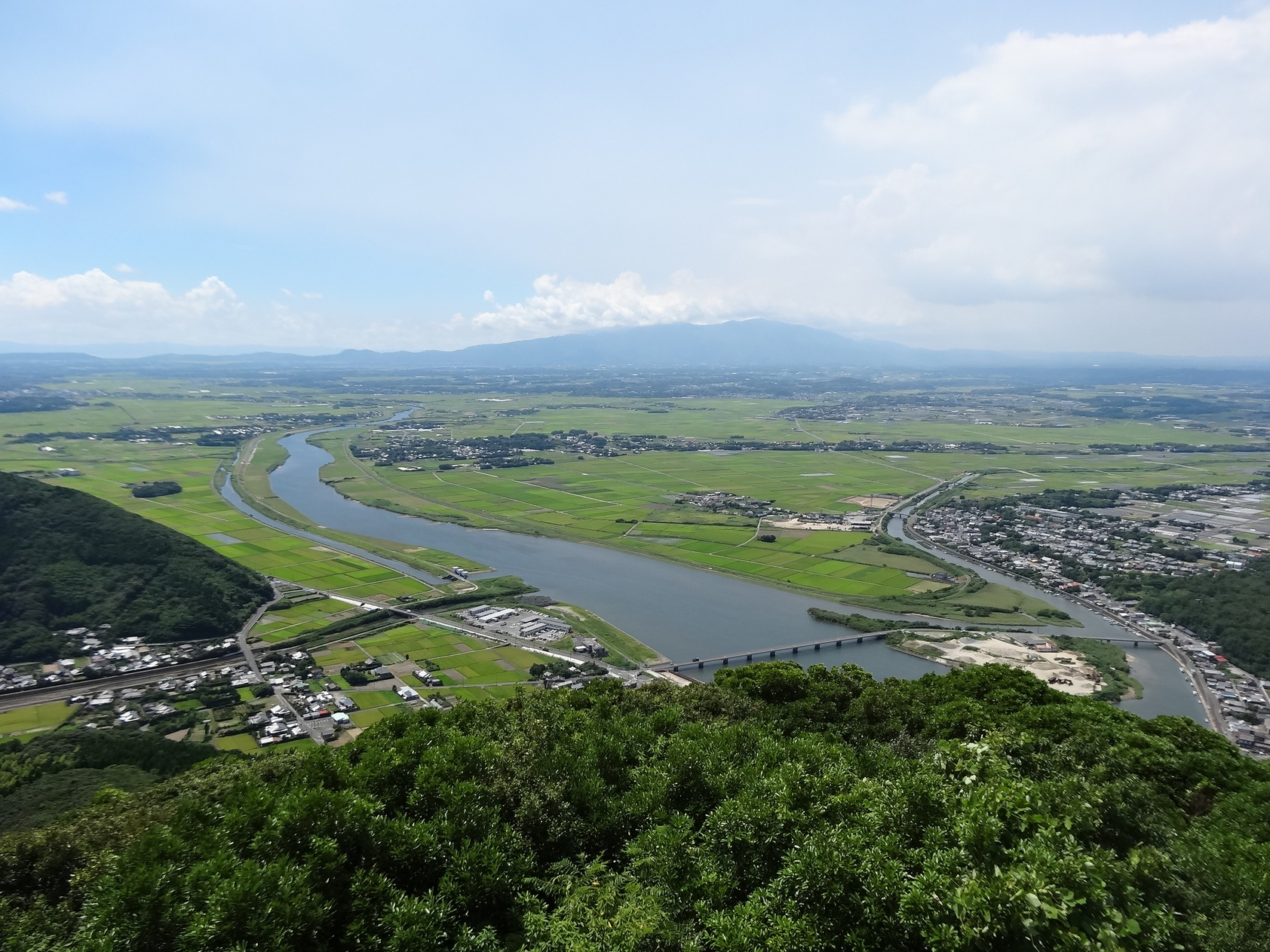
肝属川河口の沖積平野（東串良町・肝付町）

肝属平野（きもつきへいや）は、九州南部の大隅半島中部にあり東西約30キロメートル、南北約20キロメートルの領域に広がる平野である。南西に肝属山地、北西に高隈山地、北東に鰐塚山地を配し、南東は志布志湾に面している。鹿児島県鹿屋市、肝付町、東串良町、大崎町、志布志市にまたがる。

## 地理
平野北部は笠野原台地をはじめとするシラス台地が分布しており、台地を隔てるようにして串良川、菱田川などの河川が谷を穿っている。台地上には畑が広がっている。
平野南部は沖積平野であり西から東へ向かって肝属川が流れる。水田が広がっており、唐仁古墳群、大塚古墳群、塚崎古墳群など弥生時代の遺跡が分布している。

## 地質
肝属平野付近はかつて浅い海が広がっていたが、約11万年前に阿多カルデラから噴出した阿多火砕流や約2万5千年前に姶良カルデラから噴出した入戸火砕流によって埋められ台地や低地となった。シラス台地上に降った雨水は地下に浸透しやすく被圧地下水となって台地周辺部で湧出しており、志布志湾岸沿いの湧水付近には泥炭地が発達している。海岸には砂丘が形成されている。